# Elvis Jackson
Elvis Jackson ist eine Band aus Slowenien, die nach eigener Aussage „Ska Punk Hard Core Reggae Metal“ spielt.

## Bandgeschichte
Elvis Jackson wurde 1997 von David Kovšca (Gesang, Trompete), Erik Makuc (Bass), Sašo Kotnik (Schlagzeug) und Boštjan Beltram (Gitarre) gegründet.
1999 erschien das Debütalbum Move Your Feet It’s One O’Clock und wurde zunächst nur für den slowenischen Markt gepresst. Über diverse Kompilationen wurde die Band auch im Ausland bekannt. Eine Europatournee durch Kroatien, Deutschland, Österreich und die Schweiz folgte nach der Veröffentlichung des Albums. 2000 sorgte die Band für die musikalische Untermalung des Kurzfilms Jezni (dt. Wut) der slowenischen Regisseurin Špela Kuclar. Nach der ausverkauften Erstauflage des Debüts folgt eine Wiederveröffentlichung mit neuem Coverartwork und Bonustracks.
Go Home and Practice erschien 2001. Zusätzlich wurden zwei Videos gedreht, die nur im slowenischen Fernsehen zu sehen waren. Antonio Zamora „Bongo“ Caceres stieß zur Band und kümmert sich seitdem um die Perkussion, den Backgroundgesang und tritt als Tänzer auf. Die Arbeiten am Nachfolger von Go Home and Practice begannen in Österreich; das Album wurde schließlich in Köln fertiggestellt.
Trotz internationaler Vorarbeit musste das Album Summer Edition 2003 zunächst im Eigenvertrieb veröffentlicht werden. Nach dem Ausstieg von Kotnik 2003 übernahm Nenad Kostadinovski seinen Platz, der im Januar 2004 wiederum Sergej Randjelovič wich. 2004 fand die Band mit dem renommierten Ska-Label Grover Records bzw. deren Sub-Label Elmo Rec. einen Vertrieb für das europäische Ausland. 2007 stieg Marko Soršak als neuer Schlagzeuger ein. Im Dezember 2009 spielten Elvis Jackson einige Konzerte in Deutschland im Vorprogramm von Itchy Poopzkid.

## Stil
Die Band spielt einen ungewöhnlichen Mix aus mehreren Stilen. Im Vordergrund steht Ska-Punk, doch reichen die Einflüsse auch in den Reggae hinein. Auch lassen sich typische Metal-Riffs in den einzelnen Liedern finden.

## Diskografie
- 1999: Move Your Feet It’s One O’Clock (Wiederveröffentlichung 2001)
- 2000: Go Home and Practice
- 2004: Summer Edition
- 2009: Against the Gravity
- 2014: Window EP
- 2015: Radio Unfriendly